# Héraion (Paestum)
L'Héraion de l'embouchure du Sélé (Heraion alla foce del Sele) ou temple d'Héra Argiva (tempio di Hera Argiva) est un sanctuaire antique de la Grande Grèce, dédié à la déesse grecque Héra et situé à l'origine à l'embouchure du fleuve Sélé, à environ 9 km de la ville de Paestum, dans l'actuelle municipalité de Capaccio Paestum, en Italie. Le sanctuaire se trouve actuellement à environ 1,5 km du littoral, en raison du dépôt de sédiments.

## Sources historiques
L'existence du sanctuaire est attestée par des sources historiques qui longtemps sont restées sans confirmation dans la réalité. Strabon place le sanctuaire d'Héra Argiva à la frontière nord de la Lucanie, sur la rive gauche du fleuve Sélé, à 50 stades de la ville de Paestum et attribue sa fondation à Jason lors de l'expédition des Argonautes. Le même sanctuaire fut placé par Pline l'Ancien sur la rive opposée du fleuve. Une telle inexactitude, fréquente dans l'œuvre de l'écrivain latin, aura pour effet d'obscurcir les données historiques, rendant problématique la découverte des vestiges.

## Histoire
Le sanctuaire a été fondé au début du VIe siècle av. J.-C. par des Grecs de Sybaris et dédié à la déesse Héra Argiva, protectrice de la navigation et de la fertilité. Initialement, le culte devait se dérouler en plein air, dans un espace sacré doté d'un autel et délimité par des portiques destinés à accueillir les pèlerins.
À la fin du VIe siècle av. J.-C., un grand temple fut construit, probablement périptère octostyle (huit colonnes en façade). À la même époque, deux autels monumentaux ont été élevés devant le temple.

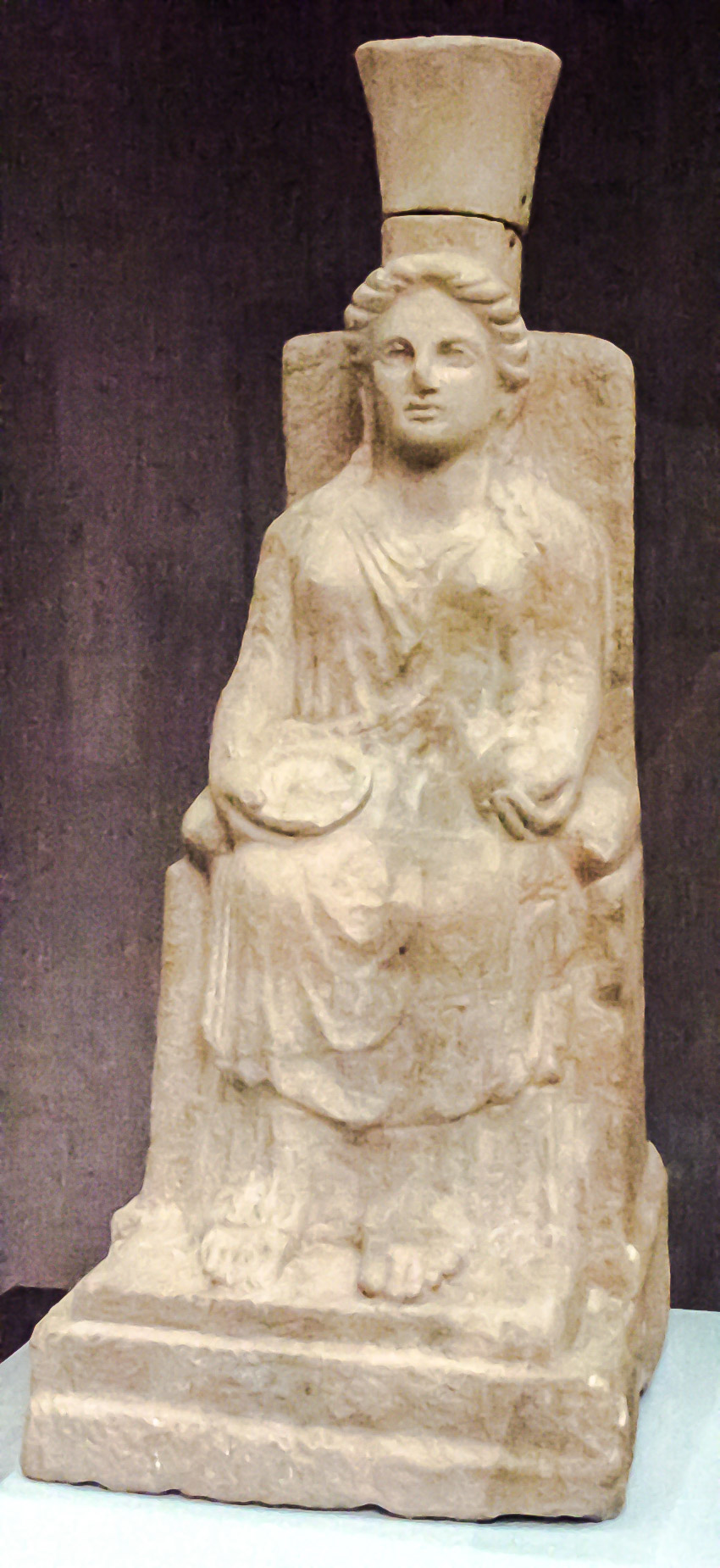
Statue en marbre d'Héra couronnée, fin Ve s. av. JC, avec la grenade dans la main comme symbole de la fertilité. Héraion de l'embouchure du Sélé.

Après l’arrivée des Lucaniens, à la fin du Ve siècle av. J.-C., le sanctuaire connaît sa plus grande expansion avec la construction de nouveaux bâtiments réutilisant des matériaux issus d'édifices plus anciens : un nouveau portique et, à proximité, un bâtiment pour les assemblées. À une certaine distance se trouve un édifice carré, dans lequel on a découvert de nombreux poids de métier à tisser et où, selon une hypothèse, les jeunes filles à marier tissaient le péplos de la statue de culte de la déesse, lors d'une procession annuelle. Une statue en marbre d'Héra a été trouvée à cet endroit, assise sur un trône et tenant une grenade.
En 273 av. J.-C., la région est conquise par les Romains, qui y fondent la colonie de Paestum. Le bâtiment pour le tissage est détruit et une enceinte est construite autour de la zone sacrée. Le sanctuaire survit jusqu’au IIe siècle après Jésus-Christ. Après la formation de marécages dans la zone, l’emplacement du bâtiment est perdu. Le culte d’Héra demeure au début du christianisme grâce à la figure de la Madonna del Granato, présentée comme la représentation d’Héra avec la grenade.
Le sanctuaire est révélé par les fouilles archéologiques d'Umberto Zanotti Bianco et Paola Zancani Montuoro, entre 1934 et 1940.

## Les deux cycles de métopes sculptées

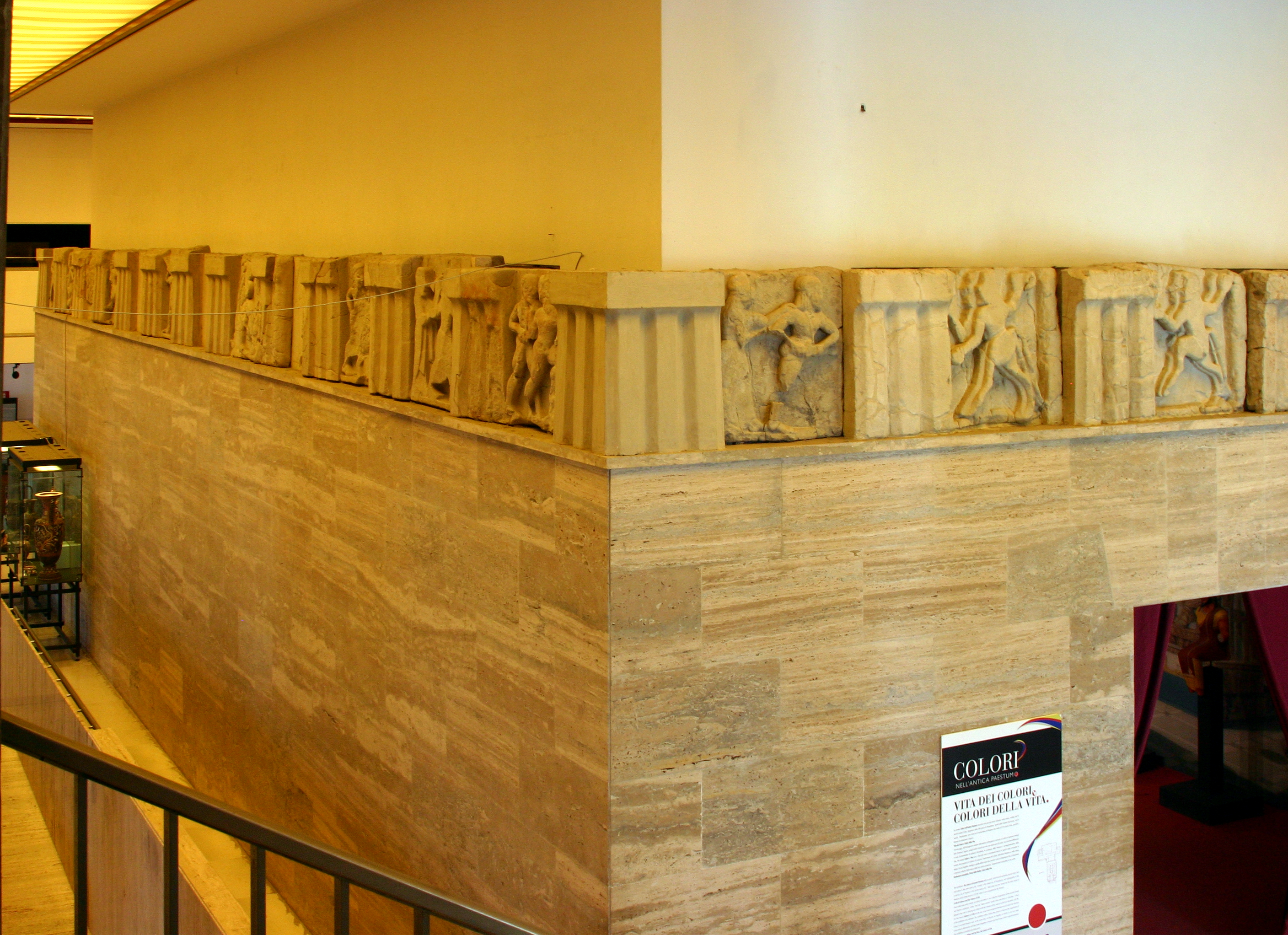
Présentation des métopes sculptées, au musée archéologique national de Paestum.

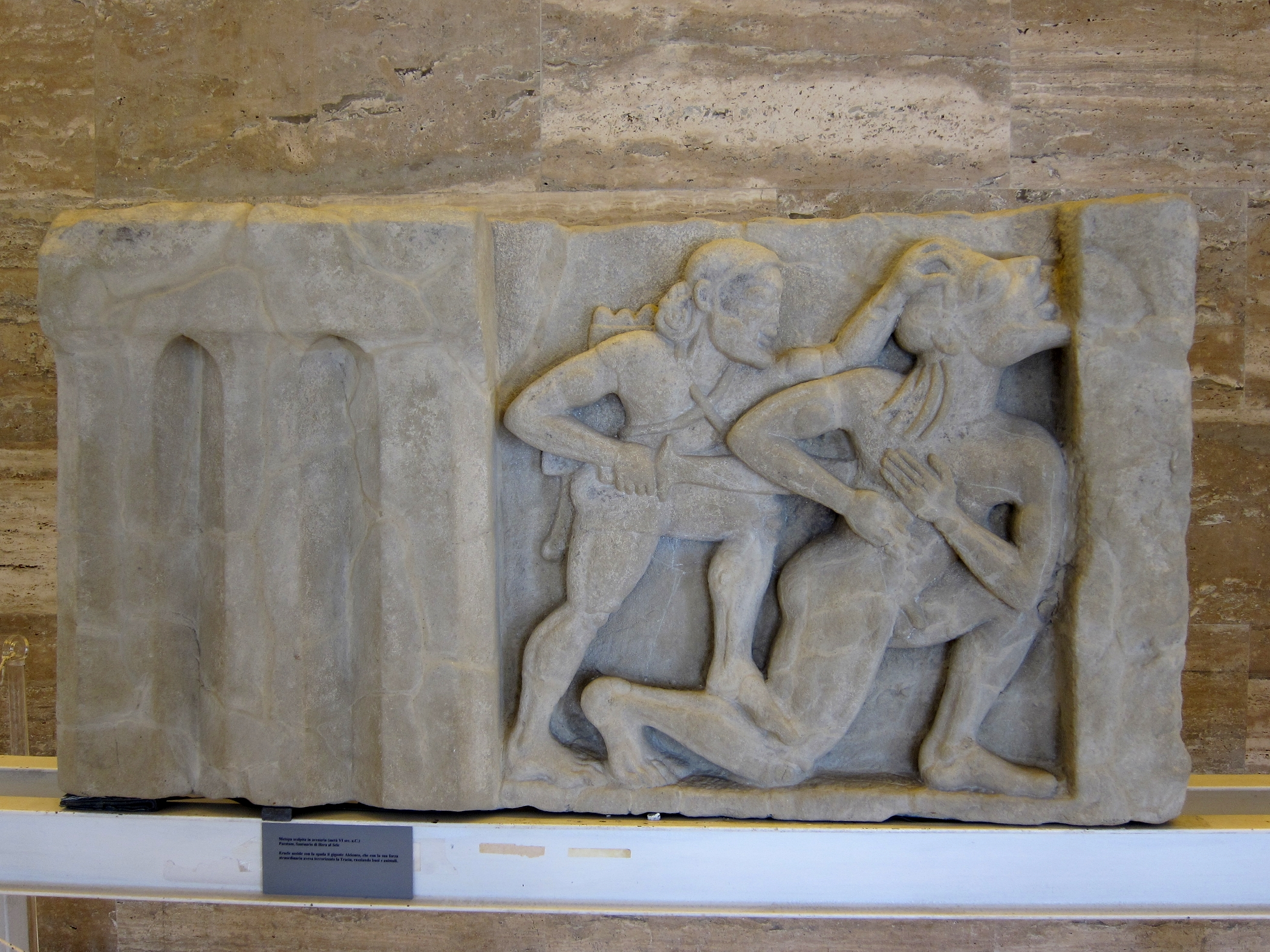
Héraclès tue Alcyon (Gigantomachie).

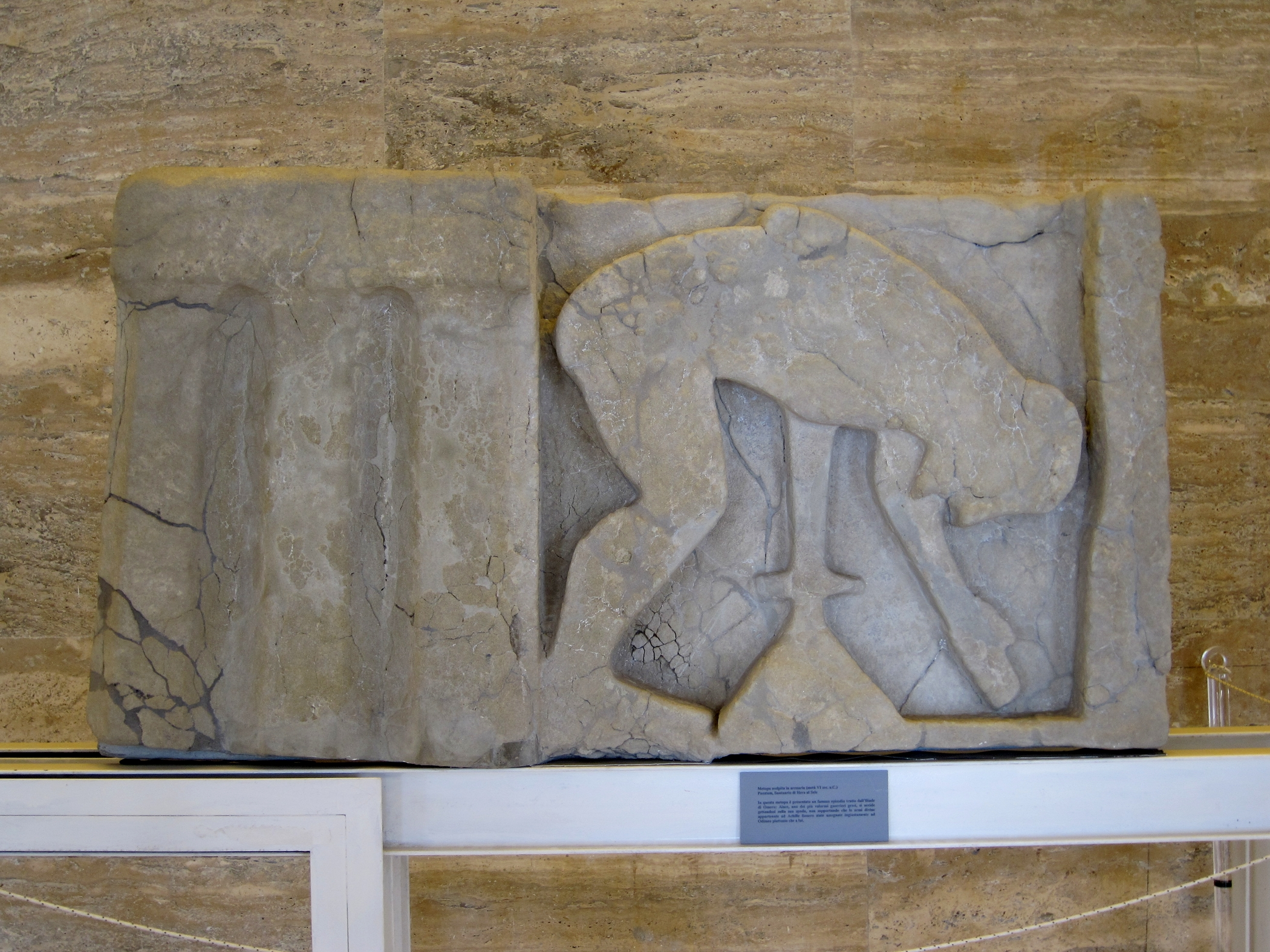
Suicide d'Ajax fils de Télamon (cycle troyen).

Dans les fouilles ont été retrouvées environ soixante-dix métopes avec des représentations gravées en grès local. 
Une quarantaine correspondent à un cycle plus ancien (deuxième moitié du VIe siècle) et devaient décorer des bâtiments qui aujourd'hui ne sont plus reconnaissables. Les métopes de ce cycle représentent (reconstitués) des épisodes du mythe des douze travaux d'Hercule et du Cycle troyen, mais aussi de Jason et d'Oreste. Elles sont gravées en baissant le fond à l'extérieur de la ligne de contour des illustrations : de cette manière, la partie en relief reste très plate, indiquant que, sans doute, les figures étaient peintes. 
Le cycle le plus récent, d’environ trente métopes, représentant en bas-relief de jeunes danseuses, est déposé au musée archéologique national de Paestum, créé en 1952 autour de ces découvertes. Leur disposition muséale reprend la structure probable du temple à qui elles sont initialement attribuées. Toutefois, les scientifiques sont en désaccord sur les emplacements et  l’interprétation des cycles narratifs. 
Selon Roland Martin, les 38 métopes du cycle le plus ancien (deuxième moitié du VIe siècle) devaient décorer un Thesauros (chapelle votive), avec un plan rectangulaire et une façade dorique avec deux colonnes ''in antis''. Le chapiteau des colonnes doriques, souligné à la base de l’échine par deux filets détachés, contrastait avec les chapiteaux  ioniques des ''antae'', appliqués en bouts de murs, présentent un corps principal qui s’évase pour supporter un épais abaque décoré de palmiers et de fleurs de lotus, tandis que la base est  soulignée d'un petit méandre. La frise dorique, dépourvue de fonctions  architecturales, était placée devant les éléments de bois qui soutenaient le toit. Les triglyphes, en forte saillie comme dans le temple C de Sélinonte, sont presque aussi larges  que les métopes. Les entailles visibles à l’arrière des métopes indiquent que celles-ci ont été insérées entre les triglyphes après la pose des poutres en bois.

## Offrandes votives
Les fouilles du sanctuaire ont également restitué une grande quantité d'offrandes votives (essentiellement des statuettes en terre cuite représentant la déesse) qui, après un certain temps, ont été enterrées rituellement : un premier dépôt,  à proximité du temple, consistait en cinq fosses tapissées de dalles et couvercles en pierre. Des traces de brûlures font référence à des sacrifices offerts au moment du dépôt, dont les matériaux datent du VIe au IIe siècle avant J.-C.
Une deuxième grande fosse a par ailleurs été découverte, contenant environ six mille objets, dont des statuettes en terre cuite et de petits objets en bronze datant du IVe au IIe siècle avant J.-C., avec quelques pièces de monnaie du IIe siècle après J.-C., en pleine époque impériale romaine.

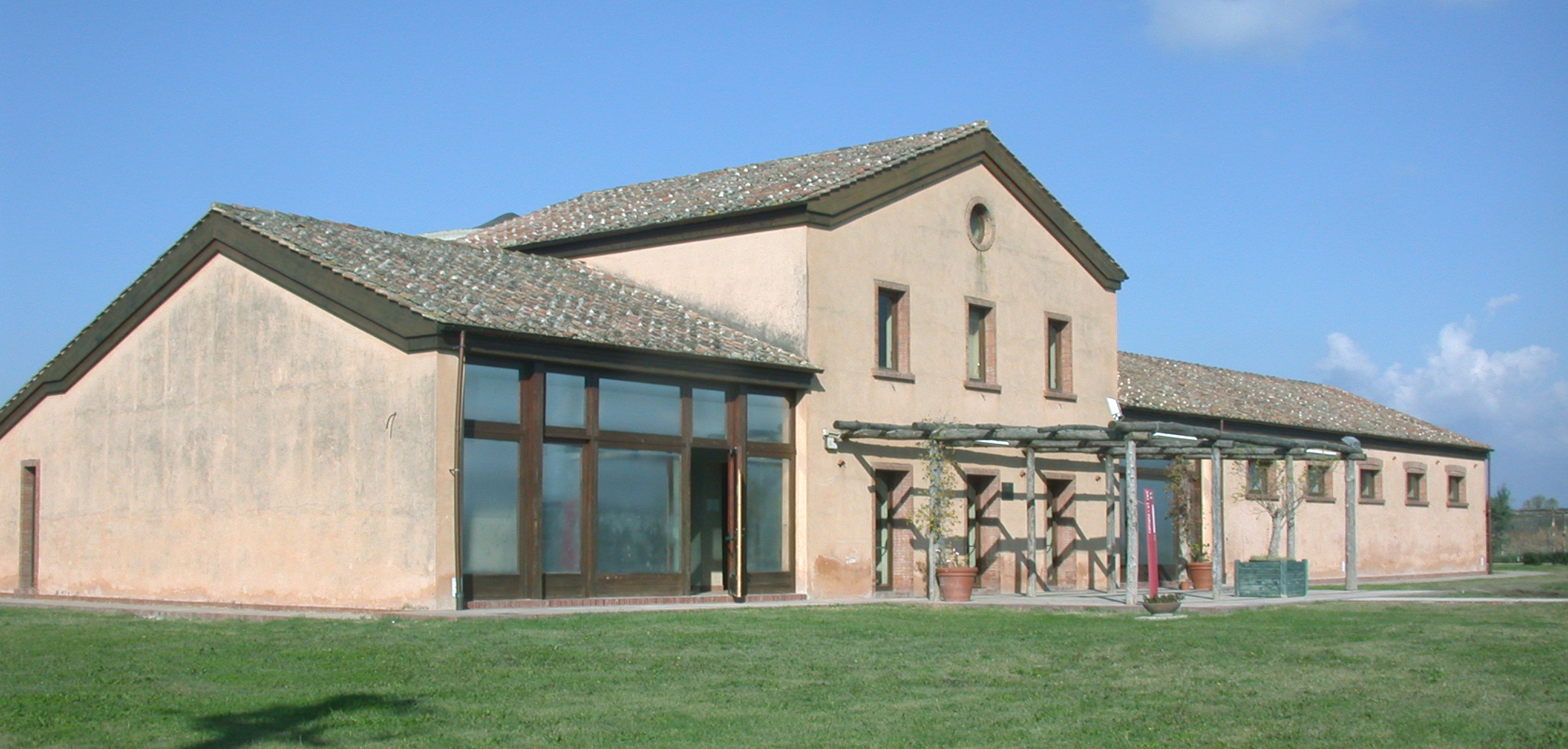
Le « musée narratif du sanctuaire d'Héra Argiva à l'embouchure du Sélé », installé dans la ferme Procuriali.

La plupart des offrandes votives sont visibles sur le site même du sanctuaire, au « musée narratif du sanctuaire d'Héra Argiva à l'embouchure du Sélé », installé dans une ferme rénovée (« masseria Procuriali »).